# Tehelné pole
La Tehelné pole è stato un impianto sportivo ubicato a Bratislava. Lo stadio era usato principalmente per le gare casalinghe dello Slovan Bratislava e della Nazionale slovacca. L'impianto aveva una capienza di 30.000 posti. Chiuso nel 2009, è stato poi demolito nel 2013 per essere sostituito dal nuovo stadio, inaugurato nel 2019.